# Марк Ливиней Регул
Марк Ливиней Регул (на латински: Marcus Livineius Regulus) e политик и сенатор на ранната Римска империя.

## Политическа кариера
През 18 г. консули са Тиберий и Германик. За месеците май-юли 18 г. Марк Ливиней Регул е суфектконсул заедно с Луций Сей Туберон. От август двамата са сменени с Марк Випстан Гал и Гай Рубелий Бланд.
Ливиней е през 8 пр.н.е. монетен чиновник (IIIvirum monetalem) и през 2 пр.н.е. претор. На 29 април 18 г. става суфектконсул.